# Mettler Toledo
Mettler Toledo (NYSE: MTD) è una multinazionale che produce strumenti scientifici, in particolare sistemi di pesatura per laboratori scientifici, oltre a bilance per l'industria e commercio. Sono prodotti anche sistemi di misurazione per chimica analitica.

## Storia

### Toledo Scale Company

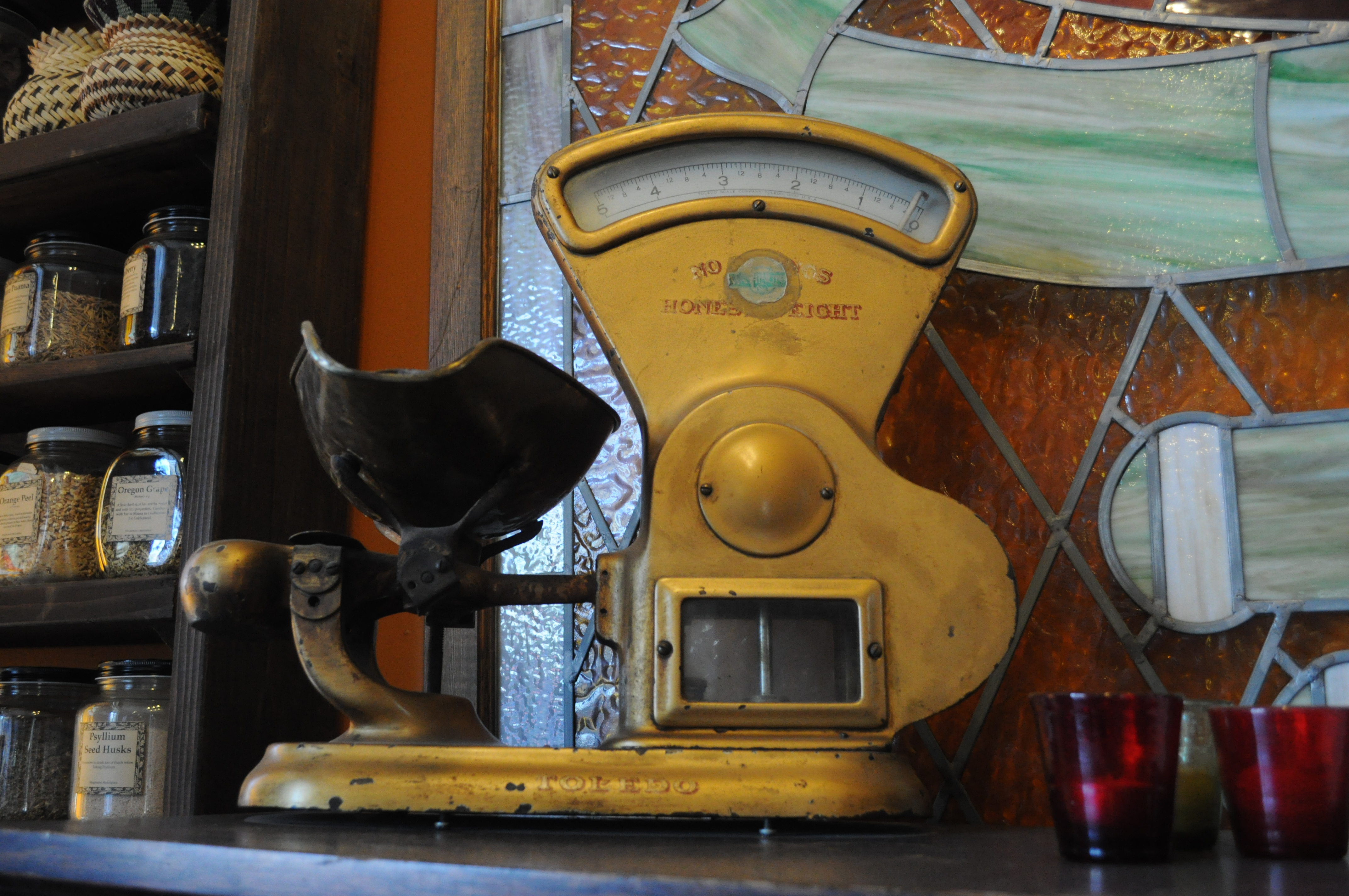
Toledo contapezzi

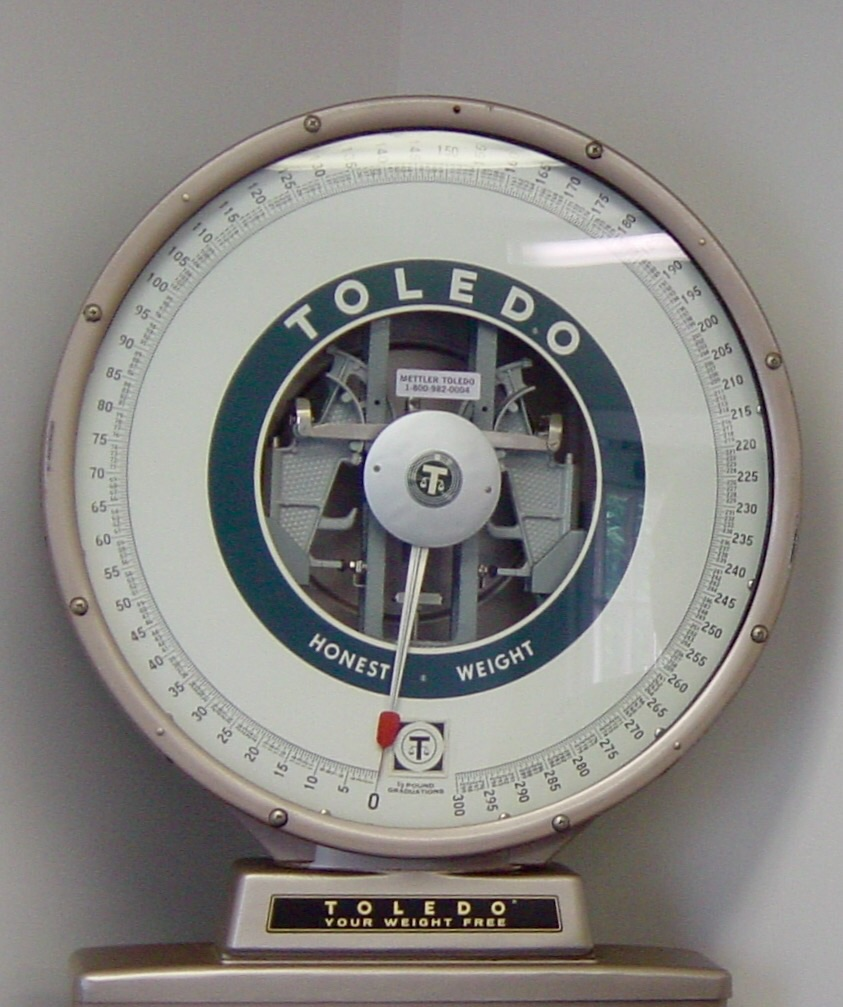
Toledo honest-weight

Allen DeVilbiss, Jr. (1873-1911) fu inventore che visse a Toledo (Ohio), USA. Si interessò di sistemi di pesatura e si convinse di riuscire a creare sistemi automatici di pesatura. Dimostrò la sua idea creando una bilancia con prezzo automatico per un droghiere locale. DeVilbiss non fu interessato però alla commercializzazione della sua idea.
Nel 1900, Henry Theobald (1868-1924) venne licenziato dal National Cash Register Company. Decise di aprire un’attività in proprio e si convinse della necessità di produrre bilance con prezzo automatico. Assieme ad altri investitori comprò la società di DeVilbiss. Il 10 luglio 1901 venne fondata la Toledo Computing Scale and Cash Register Company.
Dal maggio 1902 la società di Theobald vendette più di 100 registratori di cassa al mese. All’epoca il responsabile del NCR John H. Patterson, pensò di fare causa alla neonata società per violazione di brevetto industriale. In alternative, Patterson offrì di comprare la società con tutti i cespiti, e obbligando Theobald di non entrare più nel business di tale settore. Gli azionisti soci di Theobald preoccupati per una lite giudiziaria accettarono e vendettero nel giugno 1902. Dopo che Theobald non produsse più registratori di cassa, la società divenne Toledo Computing Scale Company. Theobald più tardi creò il motto "No Springs, Honest Weight".
Negli anni successivi Theobald realizzò che la pesatura nelle transazioni commerciali era la cosa più importante tra venditore ed acquirente. Diversi suoi concorrenti usavano i sistemi a molla dinamometri come la Dayton Scale Company, speculando sulla pesatura non ottimale. Si prodigò per sensibilizzare i Governi del problema di avere sistemi di pesatura tarati e controllati. Il 1º ottobre 1907, il Massachusetts adottò il primo Weights and Measures Act degli USA.
Nel 1912 avvenne il cambio di nome in Toledo Scale Company. Venne creata la linea di pese con il doppio pendolo bilanciere che si vede ancora oggi in alcuni modelli usati nelle pesature industriali.

### Mettler Instruments AG

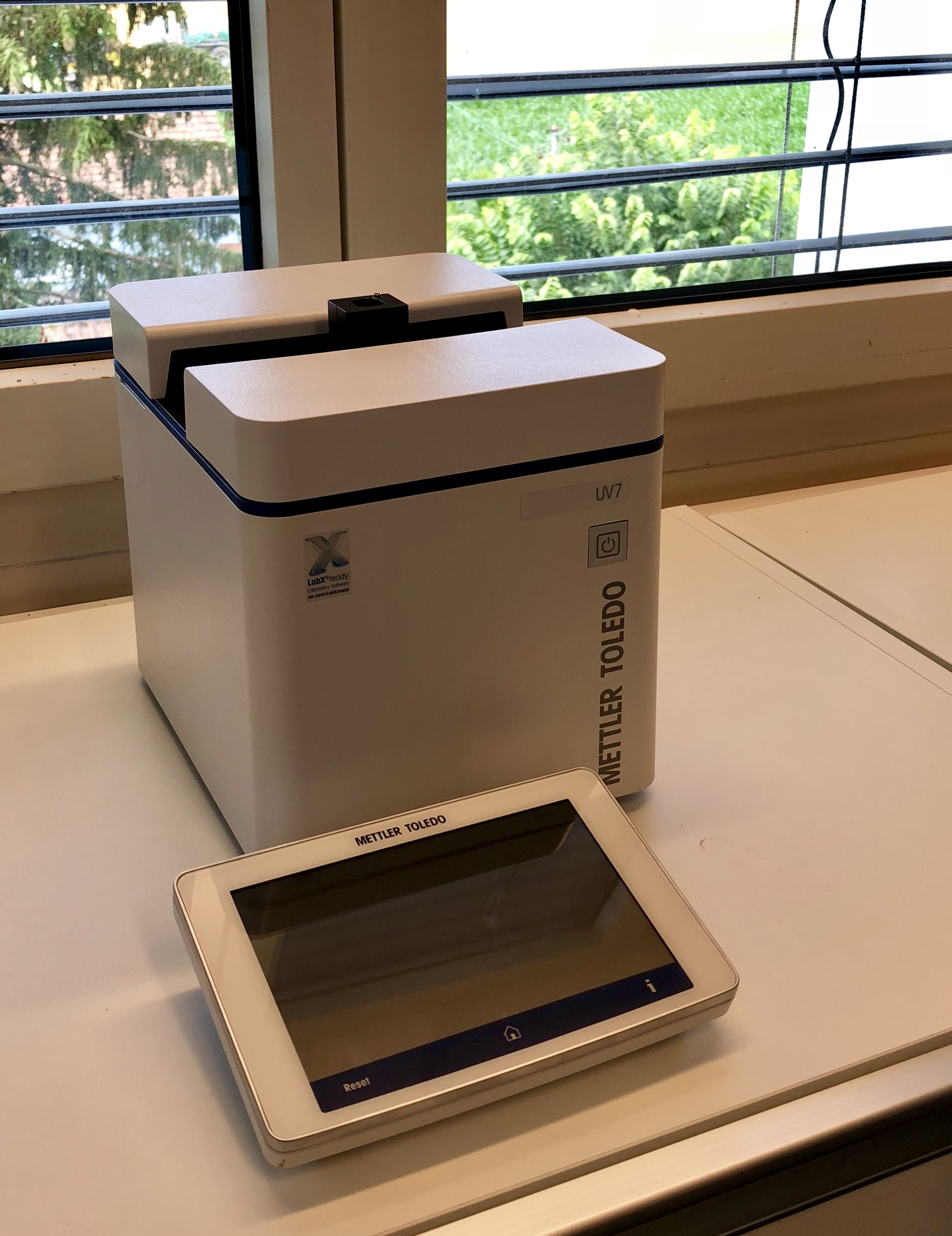
Mettler Toledo UV7 Spettrofotometro

Nel 1945, Erhard Mettler, ingegnere svizzero avviò un'azienda di meccanica di precisione a Küsnacht. La bilancia a singolo piatto sostituì in breve tempo la bilancia a doppio piatto nei laboratori.
Mettler nel 1970 iniziò la produzione di sistemi di triturazione automatici, e acquisì la Microwa AG. L'anno successivo Mettler acquisì la August Sauter KG, di Albstadt-Ebingen in Germania.
Nel 1980, Dr. Mettler cedette la società da lui fondata alla Ciba-Geigy AG.

### Mettler Toledo
Nel 1989, Reliance Electric vendette la Toledo Scale division alla Ciba-Geigy AG. LA divisione venne fusa con la Mettler Instruments. Mettler acquisì la Ohaus Corp. nel 1990. Nel 1992 venne creata la Mettler Toledo, Inc.
Nel 1996 la Mettler Toledo, Inc. venne ceduta dalla Ciba-Geigy AG alla AEA Investors Inc., conseguentemente alla quotazione in borsa alla New York Stock Exchange, come NYSE: MTD.

## Struttura

### Laboratorio
Nel 1952 viene creata la prima bilancia in grado di misurare il decimilionesimo di grammo. Vengono poi creati strumenti per analisi chimica-fisica sempre più sofisticati con l'avvento dell'elettronica come strumenti per titolazione (chimica), spettrofotometri UV/VIS.
- RAININ Instrument

Nel 2001 Mettler Toledo compra Rainin Instrument, LLC. Rainin produce sistemi per la manipolazione di liquidi con precisione, come pipette.
- AutoChem

Mettler Toledo AutoChem Inc. sviluppa sistemi di analisi process analytical technology (PAT), reagenti.
- THORNTON

Thornton, Inc. Process Analytics Division fondata nel 1964 sviluppa sistemi di misurazione per processi con sostanze liquide.
- INGOLD

Fondata nel 1948 da Werner Ingold, INGOLD produce sensori per pH.

### Industria
La società produce diversi strumenti per applicazioni industriali nella pesatura che nel controllo qualità in linea.
- Cargoscan

Mettler Toledo Cargoscan Dimensioning produce sistemi di pesatura usati da società di trasporto.
- Hi-Speed

Hi-Speed entra in Mettler Toledo nel 1981 creando sistemi d pesatura per laboratori e industria.
- Safeline

Safeline inizia nel 1989 a produrre metal detector per applicazioni industriali ispettive nell'industria farmaceutica e alimentare; viene acquisita da Mettler Toledo nel 1997.
- CI-VISION

Mettler Toledo CI-Vision produce sistemi di controllo in line per l'industria alimentare.
Mettler Toledo Product Inspection Group, composta da CI-Vision, Hi-Speed e Safeline, produce sistemi di controllo per la qualità dei prodotti in linea, come metal detector, raggi X e pesature a campione.